# 武汉传媒学院
武汉传媒学院是中华人民共和国湖北省的一所全日制本科民办普通高等学校，位于湖北省武汉市，是中南地区的传媒类本科高校，2004年6月经国家教育部批准设立，是湖北省“转型发展”首批试点高校。 
学院前身是成立于2004年的华中师范大学武汉影视工程学院。2007年，更名为华中师范大学武汉传媒学院。2016年，经教育部批准转设为武汉传媒学院。
学院主校区坐落于湖北省武汉市江夏区藏龙岛科技园区，截至2016年7月，学院占地320亩，分校区位于孝感市大悟县高铁经济新区将军大道，规划占地800亩，校舍建筑面积20余万平方米；专任教师500余名。

## 历史沿革
- 2004年，华中师范大学武汉影视工程学院成立（独立学院）。
- 2007年，更名为华中师范大学武汉传媒学院。
- 2016年，更名为武汉传媒学院[1]。

## 院系设置
截止2016年7月，学院设有播音主持艺术学院、新闻传播学院、电影与电视学院、设计学院、文化管理学院、传媒技术学院、人文与艺术学院和继续教育学院共8个学院和1个公共课部、29个本科专业，4个专科专业。针对传媒特色和市场需求，增设了网络与新媒体、影视摄影与制作、戏剧影视导演等多个本科特色专业。
播音主持艺术学院
本科：播音与主持艺术 
专科：播音与主持
新闻传播学院
本科：广播电视学专业、传播学专业、广告学专业、网络与新媒体专业 
专科：新闻采编与制作专业 
特色班：媒体融合基地班
电视与电影学院
本科：表演专业、广播电视编导专业、影视摄影与制作专业 
戏剧影视导演专业
人文与艺术学院
本科：汉语言文学专业、音乐学专业、音乐表演专业、舞蹈学专业、英语专业、商务英语专业 
少数民族预科班、思政课部、体育课部
设计学院
本科：视觉传达设计专业、环境设计专业、戏剧影视美术 
设计专业、动画专业、数字媒体艺术专业、摄影专业 
专科：影视动画专业
传媒技术学院
本科：广播电视工程专业、电子信息工程专业、软件工程专业、数字媒体技术专业
文化管理学院
本科：信息管理与信息系统专业、电子商务专业、会展经济与管理专业、文化产业管理专业 
专科：电子商务专业
继续教育学院
公共课部

## 师资力量
学校现有专任教师500余名，具有高级职称者超过30%，具有硕士、博士学位者超过60%，尤任教教师具有中国传媒大学、中国美术学院、北京师范大学、武汉大学、华中科技大学、华中师范大学、香港城市大学和英国埃塞克斯大学教育背景。
国家一级演员：袁新民
教学建设
2010年获批省级重点培育专业3个，湖北省精品课程2个，“高等数学”“戏剧理论与戏剧小品编导”等36门校级精品课程，2013年获批省级重点（培育）学科2个，省级学科专业综合改革试点1个。
省级重点培育专业（3个）：广播电视新闻学、播音与主持艺术、动画
湖北省精品课程（2个）：电视节目主持艺术、电视采访
省级重点（培育）学科（2个）：戏剧与影视学
省级学科专业综合改革试点（1个）：动画专业

## 对外交流
截至2016年7月，学院与美国密苏里大学、英国南威尔士大学、芝加哥哥伦比亚学院、加拿大多伦多电影学院、泰国易三仓大学、韩国建国大学等建立合作关系。

## 科研成果
学生在“全国大学生电子设计竞赛”、“全国校园金话筒”主持人大赛、全国大学生演讲比赛等多项比赛中屡创佳绩，共获国际性赛事奖项40余人次、全国性赛事奖项300余人次、省市级赛事奖项700余人次。在2008年中国教育盛典上，我校从全国数百所民办高校和普通高校独立学院中脱颖而出，被评为“中国十大优势专业院校”之一。2009年10月，我校在第二届“中国传媒发展论坛”上荣获“2009中国传媒教育创新人才培养品牌院校”称号；同年底，我校动画与数字学院被评为“2009年中国动漫游戏人才培养优秀本科院校”。2010年7月，在全国独立学院表彰大会暨中国独立学院协作会2010年峰会上，我校被评选为“全国先进独立学院”。

## 科研平台
学校成立了就业岗前培训机构，建立学生创业基地近40个，实习与就业基地200余个，校园内多媒体教室座位数8830座，拥有教学计算机1600台，已建成包括多功能演播厅（室）及影视摄影、动漫制作、信息工程、电信、物理等40多个教学实验室。

## 校园文化
学校主校区坐落于武汉市江夏区藏龙岛科技园区，东临凤凰台，西傍汤逊湖，首期占地320亩，二期规划占地800亩，现有校舍建筑面积20余万平方米，建有与现代传媒教育相适应的系列演播厅、演艺厅、观片室、系列录音棚、非线性编辑中心、动画与数字艺术实验中心、高清视频制作实验室、数字语音室、同声传译实验室等55个实验室以及音乐舞蹈与戏剧表演等专业教学设施；湖北卫视在校内建立了拍摄基地，武汉广播电视总台、东风电视台等30多家省市级及大型企业媒体与我校开展了全方位的合作，为开展实践教学、培养高素质应用型人才提供了良好条件。校园风景秀丽，教学和学生生活设施齐全，是莘莘学子求学、成人、成才的理想之地。

### 校训
博雅、崇实、弘志、拓新

### 办学指导思想
以学生为主体、以教师为主导、以教育为中心、以改革为动力、以建设为保障、以管理出效率、以质量为生命、以特色促发展

### 核心教育理念
人本 博雅 创新